# Kenneth Hertsdahl
Kenneth Rifbjerg Hertsdahl (Rødovre, 4 de abril de 1973) es un deportista danés que compitió en curling. Ganó una medalla de bronce en el Campeonato Europeo de Curling Masculino de 2007.

## Palmarés internacional
| Campeonato Europeo | Campeonato Europeo | Campeonato Europeo | Campeonato Europeo |
| Año                | Lugar              | Medalla            | Prueba             |
| ------------------ | ------------------ | ------------------ | ------------------ |
| 2007               | Füssen (Alemania)  | Medalla de bronce  | Equipo             |